# Destelbergen
Destelbergen è un comune belga situato nella regione fiamminga.